# Werner de Merode (1855-1914)
Graaf Amaury Victurnien Ghislain Gabriel Werner de Merode (Parijs, 27 februari 1855 - Brussel, 17 november 1914) was een Belgisch senator en burgemeester.

## Biografie

### Familie
Werner de Merode was een telg uit het geslacht de Merode. Hij was de oudste zoon van graaf Louis de Merode, senator, en Léonie de Rochechouart de Mortemart. Hij trouwde in 1881 in Parijs met de Franse Pauline de la Rochefoucauld (1859-1928). Ze kregen een zoon en vier dochters. Hun zoon Louis-Paul de Merode (1882-1949), de oudste, mocht in 1930, net als andere familieleden, de titel 'graaf' vervangen door die van 'prins', voor hem en al zijn nakomelingen. Ze waren de schoonouders van prins Evrard d'Arenberg.
Meestal 'Werner' genoemd, wordt hij soms verward met zijn grootvader, de constituant Werner de Merode.
Hij was een schoonbroer van graaf John d'Oultremont, militair en Grootmaarschalk van het Hof.

### Loopbaan
De Merode werd cavaleriekapitein en behaalde ook een kandidatuur in de wijsbegeerte en letteren (1874) aan de Facultés universitaires Notre-Dame de la Paix in Namen. Hij was grootmeester van het huis van koningin Maria Hendrika (1893-1900).
In 1897 werd hij gemeenteraadslid en burgemeester van Loverval.
In 1900 werd hij verkozen tot katholiek senator voor het arrondissement Charleroi. Hij bekleedde dit mandaat tot aan zijn dood.
Hij woonde op het kasteel van Merode in Loverval, waar hij eind 19e eeuw een neogotische kapel liet bouwen en in de bossen jachtpartijen organiseerde, bijgewoond door koning Albert I.